# Psilacestes aureovittatus
Psilacestes aureovittatus là một loài bọ cánh cứng trong họ Cerambycidae.